# 효용론
효용론(效用論) 혹은 수용론(受容論)은 문학 감상 및 비평의 관점 중 하나로서 외재적 관점(外在的 觀點)에 속한다.
효용론은 문학 작품에서 작품과 독자와의 관계를 중시하는 관점이다. 이때 작품의 수용자는 ‘능동적 참여자’로서, 그 해석은 수용자(受容者)에 따라 다양하게 변화할 수 있으며 문학 작품의 의미는 이러한 수용자의 해석에 달려 있다고 본다.
일부에서는 효용론과 수용론의 정의를, 효용론은 제3자의 입장에서 독자의 반응을 고려할 때의 비평으로, 수용론은 독자의 입장에서 수용할 때의 비평으로 보기도 한다. 하지만 대부분의 경우 효용론과 수용론은 같은 개념으로 여긴다.

## 같이 보기
- 반영론
- 표현론
- 절대주의론
- 외재적 관점